# Alois Schloder
Alois Schloder, född 11 augusti 1947 i Landshut, tysk ishockeyspelare
Schloder var under mångar år lagkapten för Tysklands ishockeylandslag och var med och tog OS-brons 1976. Han spelade under hela karriären för EV Landshut och spelade 1085 matcher på vilka han gjorde 631 mål. För Tyskland spelade han 206 landskamper och deltog i tolv världsmästerskap och tre olympiska spel (1968, 1972, 1976). Schloder blev tysk mästare 1970 och 1983. 
Schloder har efter karriären arbetat som expertkommentator vid sidan av sitt arbete inom Landshut stad.